# Gratonita
La gratonita es un mineral de la clase de las sulfosales, con plomo, azufre y arsénico en su composición, su nombre es en honor a Louis C. Graton, profesor de Harvard que estudio los minerales del yacimiento donde se encontró.

## Características químicas
La gratonita es una sulfosal de fórmula química Pb9As4S15. Cristaliza en el sistema trigonal, como cristales sencillos de desarrollo prismático corto. Es de color gris de plomo muy oscuro, brillante en superficies frescas de  fracturas, pero generalmente con poco brillo en el exterior de los cristales, blanda y quebradiza.

## Formación y yacimientos
Es un mineral muy raro, conocido en pocos yacimientos, de los que solamente en dos se encuentra en forma de cristales. Una de ellas el la mina Excelsior, en Cerro de Pasco, Perú, localidad en la que se descubrió en 1939, siendo descrita formalmente al año siguiente, por lo que es la localidad tipo. La otra localidad es la masa San Dioniso, en la mina de Riotinto, Minas de Riotinto (Huelva), España. Se han encontrado de forma ocasional en algunos puntos de las labores a cielo abierto de Corta Atalaya y también en las labores de interior del pozo Alfredo.